# Inviolata Mbwavi
Inviolata Mbwavi (1972 - 29 de julho de 2020) foi uma ativista anti-HIV queniana.

## Carreira
Mbwavi foi a primeira Chefe Executiva da Rede Nacional de Empoderamento das Pessoas Vivendo com HIV no Quênia (NEPHAK, no original em inglês). Ela foi a coordenadora queniana para a Comunidade Internacional de Mulheres Vivendo com HIV/AIDS. Ela conduziu com sucesso um projeto financiado pelo Fundo Global que trabalhou para apoiar as pessoas HIV positivas no Quênia.
Mbwavi foi uma crítica às respostas ao HIV que falharam na determinação das razões de gênero que explicavam por que mais mulheres e meninas viviam com HIV no Quênia do que homens e meninos. Ela fez campanhas públicas contra a esterilização coercitiva de mulheres com HIV no Quênia. Ela foi também uma ativa proponente de envolver a sociedade civil e comunidades no ataque à pandemia de HIV, bem como de desafiar o estigma e violência contra as pessoas com o vírus, inclusive com suporte legal. Em 2006 ela conduziu um movimento contra uma nova lei queniana que visava “criminalizar” o HIV.

## Vida pessoal
Mbwavi foi diagnosticada com HIV logo depois do seu vigésimo aniversário em 1992. Em uma entrevista ela informou que o estigma em relação ao HIV tinha levado a pressões pela família do seu companheiro para que ela terminasse o seu relacionamento com ele.
Ela deixou uma filha.